# Dancing In-Between
"Dancing In-Between" (em português: "Dançando no meio tempo") é um CD single e canção escrita e gravada pela cantora folk e atriz estadunidense Amy Jo Johnson e que foi lançada em duas versões. A primeira versão, é ao vivo, lançada atráves do álbum Imperfect em Março de 2005. Já a segunda versão, foi gravada em um estúdio e lançada como CD Single em Agosto de 2008, pertencendo a trilha sonora da série policial canadense Flashpoint.

## Antecedentes e gravação
Em 2003, após terminar as apresentaçãoes em divulgação ao seu primeiro álbum The Trans-American Treatment, Amy Jo Johnson anúnciou em seu site oficial, que estava começando a preparar seu segundo álbum e que ela já havia escolhido três  novas composições para serem grevadas: Dancing In-Between, Blue Butterfly Boy e Free. As letras dessas canções foram disponibilizadas em seu site.
Em julho de 2003, Amy se juntou a Global Children's Organization , uma organização que ajuda crianças carentes e traumatizadas pela violência e pela guerra. Amy então viajou para Mostar na Bósnia, começando seu trabalho como voluntária. Ela participou ativamente do acompanhamento de verão e de oficinas visando as atividades educativas e criativas para as crianças ajudadas pela organização.
Ainda na Bósnia, após conhecer o Pavarotti Music Centre, uma instituição de ensino musical, sem fins lucrativos e construída pelo apóio financeiro de Luciano Pavarotti, Brian Eno, e dos membros do U2, Amy decidiu começar ali a gravação de suas novas músicas. Ela contou com a ajuda de seus amigos, Tony Peskin na percussão e Johanna Graclik no piano e no backing vocal, produzindo assim, as versões de estúdio de Dancing In-Between, Blue Butterfly Boy e Free.
No final de 2003, Amy recebeu o convite para fazer parte do elenco da série The Division, gravada em San Francisco, na California. Passando a integrar a série, Amy decidiu adiar a produção de seu segundo álbum, o que levou as três faixas já gravadas na Bósnia a serem engavetadas. Após o fim de The Division, em 2005, Amy dediciu aprofundar seu lado musical artístico. Ela queria uma gravação onde ela pudesse colocar sua alma, algo que fosse simples e puro para que a honestidade de suas composições fosse colocada em primeiro plano. Ela conseguiu fazer isso através do lançamento do álbum Imperfect, um registro de uma de suas apresentações acústicas, gravada em Hollywood em Setembro de 2004. Nesse álbum ao vivo, a canção Dancing In-between foi apresentada pela primeira vez ao público, sendo o principal destaque da set-list. O videoclipe da canção, mostrando os bastidores de Amy no estúdio e em sua estadia na Bósnia, trouxe pela primeira vez, a versão de estúdio da canção. Porém, essa versão só foi comercializada em Agosto de 2008, quando foi lançada na trilha sonora da série Flashpoint.

### Composição
Amy Jo revelou que a composição de Dancing In-between aconteceu logo após ela trabalhar bastante por algo, onde acabou falhando e levou um tempo para ficar de pé de novo. Porém, ela não revelou na letra qual foi o tipo de falha pessoal, o que fez a composição se estender as possíveis falhas pessoais de cada um. A letra narra o sentimento de uma pessoa que está in-between, um momento intermediário, onde as coisas ainda não estão completamente boas, mas também não estão tão ruins quanto já estiveram. Ela fala sobre um intervalo de tempo onde estamos nos reerguendo e acabamos dançando entre dois extremos. O desfecho da música é dado em seus últimos versos de forma espontânea, quando Amy fala que precisa apenas tomar um vinho, aprendendo a desperdiçar o tempo.

## Versão Estúdio
Após a mudança para o Canadá, Amy Jo Johnson ganhou o papel de Jules Callaghan, uma das protagonistas da série Flashpoint. Foi então, que a produtora executiva da série, Anne Marie La Traverse, que já conhecia a carreira musical de Amy Jo, fez um convite para que uma de suas músicas estivesse na trilha sonora. Amy deu a La Traverse um CD contendo algumas de suas gravações e ela escolheu a versão de estúdio de Dancing In-between, gravada em 2003 na Bósnia, para ser um dos temas da série. Como essa versão ainda não tinha sido comercializada, Amy Jo Johnson aproveitou para fazer o lançamento de um CD Single contendo a gravação.
| “ | Eu escrevi essa música depois de trabalhar bastante por algo que estava fora do meu alcance, e eu tive que aprender a falhar. Então ela é sobre aquele momento, logo depois da primeira vez que você viveu verdadeiramente uma grande falha, mas você não morreu e você está bem e você encontra-se com você mesmo dançando no meio-tempo. | ” |

### Lançamento e recepção
O CD Single de Dancing In-between, chegou as lojas canadenses no dia 12 de Agosto de 2008, dois dias antes da estreia, pela CTV e CBS, do episódio Attention Shoppers onde a música foi o tema principal. No mesmo dia, a música foi liberada para a venda em download digital no iTunes e em sites como o CD Baby e o Amazon.
Em Attention Shoppers, a canção serviu para fechar a história de Tasha, uma garota com problemas familiares e financeiros que lutava para sobreviver em meio a violência. Jules, vivida por Amy Jo, arrisca-se para fazer Tasha não desistir da vida.
Na noite da estreia do episódio, a música foi ouvida por mais de oito milhões de telespectadores nos Estados Unidos e Canadá. Depois de sua aparição na série, a canção passou a ganhar força nas rádios canadenses, fazendo com que o CD single se esgotasse das lojas em apenas 2 semanas, restando apenas as compras em formato digital. A canção fechou o ano de 2008 na lista da Chart, das 100 mais tocadas nas rádios das três principais cidades do Canadá, Toronto, Montreal e Ottawa.
Grávida, Amy esteve nos programas da CTV, Canada AM e ETalk, onde falou que a ligação entre a letra da música e a situação de sua personagem no episódio foi um encaixe perfeito. Além de Attention Shoppers, a canção foi tema de um vídeo promocional com cenas do episódio Asking for Flowers. Em 2010, outra composição de Amy Jo foi usada na série, a música Goodbye.

### Faixas
| Download digital, CD Single |                      |                |         |  |
| N.º                         | Título               | Compositor(es) | Duração |  |
| 1.                          | "Dancing In-between" | Amy Jo Johnson | 3:19    |  |
| 2.                          | "Dancing In-between" | Amy Jo Johnson | 3:43    |  |
| Duração total:              | Duração total:       | Duração total: | 7:02    |  |